# Muslimskt Politiskt Forum
Muslimskt Politiskt Forum är en svensk organisation som vänder sig till muslimska politiker oberoende av deras partitillhörighet som bildades 2010.

## Organisation
Muslimskt Politiskt Forum är ett forum för politiker som är muslimer eller har muslimsk bakgrund och har funnits sedan muslimerna startade muslimska organisationer. Islamiska Förbundet i Sverige har varit föregångsorganisation och initierade flera insatser för att bilda ett sådant forum. Sveriges Muslimska Råd har alltid stött sådana initiativ.

### Ledarskap
- Abdirizak Waberi, ordförande. Dåvarande riksdagsledamot (m).
- Helena Benaouda, suppleant. även ordf i Ibn Rushd (studieförbund) och Sveriges Muslimska Råd